# Samenstelling Belgische Senaat 1831-1835
De lijst van leden van de Belgische Senaat van 1831 tot 1835. De Senaat telde toen 51 zetels. Het nationale kiesstelsel was in die periode gebaseerd op cijnskiesrecht, volgens een systeem van een meerderheidsstelsel, gecombineerd met een districtenstelsel. Iedere Belg die ouder dan 25 jaar was en een bepaalde hoeveelheid cijns betaalde, kreeg stemrecht. Hierdoor was er een beperkt kiezerskorps.
De legislatuur liep van 8 september 1831 tot 4 mei 1835 en volgde uit de verkiezingen van 29 augustus 1831. Bij deze verkiezingen werden 51 parlementsleden verkozen in alle kieskringen. Tijdens deze legislatuur waren achtereenvolgens de unionistische regering-De Mûelenaere (juli 1831 - september 1832), de unionistische regering-Goblet-Lebeau (oktober 1832 - augustus 1834) en de unionistische regering-De Theux de Meylandt I (augustus 1834 - april 1840) in functie.

## Samenstelling
| Begin legislatuur (1831) | Begin legislatuur (1831) | Begin legislatuur (1831) | Einde legislatuur (1835) | Einde legislatuur (1835) | Einde legislatuur (1835) |
| Fractie                  | Fractie                  | Zetels                   | Fractie                  | Fractie                  | Zetels                   |
| ------------------------ | ------------------------ | ------------------------ | ------------------------ | ------------------------ | ------------------------ |
|                          | Katholieken              | 42                       |                          | Katholieken              | 39                       |
|                          | Liberalen                | 9                        |                          | Liberalen                | 12                       |

Wijzigingen in fractiesamenstelling:
- In 1832 overlijdt de katholiek Henri De Gorge. Zijn opvolger wordt de liberaal Dieudonné du Val de Beaulieu.
- In 1832 neemt de katholiek Charles Alexandre de Liedekerke Beaufort ontslag. Zijn opvolger wordt de liberaal Joseph de Potesta.
- In 1832 overlijdt de liberaal Frans Jozef Beyts. Zijn opvolger wordt de katholiek Joseph de Baillet.
- In 1833 neemt de liberaal Richard Chauchet ontslag. Zijn opvolger wordt de katholiek Louis van der Straten Ponthoz.
- In 1834 overlijdt de katholiek Jean De Guchteneere. Zijn opvolger wordt de liberaal Gustave de Jonghe.
- In 1834 neemt de katholiek Charles van den Steen de Jehay ontslag. Zijn opvolger wordt de liberaal Frans de Loë-Imstenraedt.
- In 1835 neemt de katholiek Louis van der Straten Ponthoz ontslag. Zijn opvolger wordt de liberaal Philippe de Bousies.

## Lijst van de senatoren
| Senator                                        | Partij    | Aanduiding                   | Kieskring                 | Opmerkingen |
| ---------------------------------------------- | --------- | ---------------------------- | ------------------------- | --- |
| Ferdinand du Bois                              | Katholiek | Rechtstreeks gekozen senator | Antwerpen                 | |
| Louis de Haultepenne                           | Katholiek | Rechtstreeks gekozen senator | Antwerpen                 | Vervangt vanaf 30 november 1831 Jean van Havre, die beslist om niet te zetelen. Van Havre verving vanaf 17 oktober 1831 Albert Cogels, die beslist om niet te zetelen. |
| Idesbalde Snoy d'Oppuers                       | Katholiek | Rechtstreeks gekozen senator | Mechelen                  | |
| Emile d'Oultremont                             | Katholiek | Rechtstreeks gekozen senator | Turnhout                  | Vervangt vanaf 17 oktober 1831 Henri de Merode, die senator voor het arrondissement Brussel wordt. |
| Jacques Engler                                 | Liberaal  | Rechtstreeks gekozen senator | Brussel                   | Vervangt vanaf 10 december 1831 Edmond de la Coste (Liberaal), die ontslag nam wegens zijn trouwheid aan koning Willem I der Nederlanden. De la Coste verving vanaf 17 oktober 1831 Joseph van der Linden d'Hooghvorst (Katholiek), die senator voor het arrondissement Nijvel wordt. |
| Joseph de Baillet                              | Katholiek | Rechtstreeks gekozen senator | Brussel                   | Vervangt vanaf 23 maart 1832 de overleden Frans Jozef Beyts (Liberaal). Beyts was ondervoorzitter tot aan zijn dood op 15 februari 1832. |
| Henri de Merode                                | Katholiek | Rechtstreeks gekozen senator | Brussel                   | |
| Philippe d'Arschot Schoonhoven                 | Katholiek | Rechtstreeks gekozen senator | Nijvel                    | |
| Joseph de Man d'Hobruge                        | Katholiek | Rechtstreeks gekozen senator | Leuven                    | Vervangt vanaf 17 oktober 1831 Charles van der Linden d'Hooghvorst, die beslist om niet te zetelen. |
| Théodore de Baudequin de Peuthy d'Huldenberghe | Katholiek | Rechtstreeks gekozen senator | Leuven                    | |
| Joseph van der Linden d'Hooghvorst             | Katholiek | Rechtstreeks gekozen senator | Nijvel                    | |
| Jean-Marie de Pelichy van Huerne               | Katholiek | Rechtstreeks gekozen senator | Brugge                    | |
| Eugène Marie van Hoobrouck de Mooreghem        | Katholiek | Rechtstreeks gekozen senator | Veurne-Oostende-Diksmuide | Secretaris vanaf 8 november 1832. Vervangt vanaf 19 september 1831 Philippe De Ridder, wiens verkiezing ongeldig werd verklaard. |
| Auguste de Jonghe d'Ardoye                     | Katholiek | Rechtstreeks gekozen senator | Tielt                     | Quaestor. |
| Marc Lefebvre                                  | Katholiek | Rechtstreeks gekozen senator | Roeselare                 | Vervangt vanaf 17 oktober 1831 Henri de Merode, die senator voor het arrondissement Brussel wordt. |
| Gustave de Jonghe                              | Liberaal  | Rechtstreeks gekozen senator | Kortrijk                  | Vervangt vanaf 5 mei 1834 de overleden Jean De Guchteneere (Katholiek). De Guchteneere verving vanaf 17 oktober 1831 François van Ruymbeke, die besliste om niet te zetelen. |
| Philippe Vilain XIIII                          | Katholiek | Rechtstreeks gekozen senator | Kortrijk                  | Ondervoorzitter. |
| Jacques de Ghelcke                             | Katholiek | Rechtstreeks gekozen senator | Ieper                     | |
| François de Coninck                            | Katholiek | Rechtstreeks gekozen senator | Ieper                     | |
| Emmanuel Borluut                               | Katholiek | Rechtstreeks gekozen senator | Eeklo                     | Vervangt vanaf 14 november 1832 Jacques Joseph van den Hecke, die voltijds provincieraadslid van Oost-Vlaanderen wordt. |
| François della Faille d'Huysse                 | Katholiek | Rechtstreeks gekozen senator | Gent                      | Vervangt vanaf 14 november 1832 Charles Massez, die voorzitter van het Gentse Hof van Beroep wordt. |
| Eugène Piers                                   | Katholiek | Rechtstreeks gekozen senator | Gent                      | |
| Charles Rodriguez d'Evora y Vega               | Katholiek | Rechtstreeks gekozen senator | Gent                      | Secretaris. |
| François Van der Straeten                      | Katholiek | Rechtstreeks gekozen senator | Sint-Niklaas              | |
| Philippe de Neve                               | Katholiek | Rechtstreeks gekozen senator | Dendermonde               | |
| Eugène François van Hoobrouck de Mooreghem     | Katholiek | Rechtstreeks gekozen senator | Oudenaarde                | |
| Eugène de Robiano                              | Katholiek | Rechtstreeks gekozen senator | Aalst                     | |
| Charles d'Andelot                              | Katholiek | Rechtstreeks gekozen senator | Aalst                     | |
| Dieudonné du Val de Beaulieu                   | Liberaal  | Rechtstreeks gekozen senator | Bergen                    | Vervangt vanaf 16 november 1832 de overleden Henri De Gorge (Katholiek). |
| François de Sécus                              | Katholiek | Rechtstreeks gekozen senator | Bergen                    | Ondervoorzitter vanaf 8 november 1832. |
| François de Robiano                            | Katholiek | Rechtstreeks gekozen senator | Thuin                     | |
| Frédéric d'Ennetières                          | Katholiek | Rechtstreeks gekozen senator | Doornik                   | Vervangt vanaf 28 juni 1833 Auguste Savart-Martel (Liberaal), wiens verkiezing ongeldig werd verklaard. Savart-Martel zelf verving vanaf 9 februari 1833 de overleden Pierre Gabriel Boucher (Katholiek). Boucher verving op zijn beurt vanaf 17 november 1832 Denis de Rasse de la Faillerie (Katholiek), die raadsheer bij het Hof van Cassatie werd. De Rasse zelf verving dan weer vanaf 2 april 1832 Léopold Lefebvre (Katholiek), die voltijds provincieraadslid van Henegouwen werd. |
| Edouard de Rouillé                             | Katholiek | Rechtstreeks gekozen senator | Aat                       | Quaestor. |
| Charles de Bousies de Rouveroy                 | Liberaal  | Rechtstreeks gekozen senator | Zinnik                    | Vervangt vanaf 17 oktober 1831 François de Sécus (Katholiek), die senator voor het arrondissement Bergen wordt. |
| François-Philippe de Haussy                    | Liberaal  | Rechtstreeks gekozen senator | Charleroi                 | Vervangt vanaf 8 juni 1833 de overleden Ferdinand Puissant d'Agimont d'Heer et Herlette. |
| Eugène de Méan de Beaurieux                    | Katholiek | Rechtstreeks gekozen senator | Luik                      | |
| Joseph de Potesta                              | Liberaal  | Rechtstreeks gekozen senator | Luik                      | Vervangt vanaf 3 april 1832 Charles Alexandre de Liedekerke Beaufort (Katholiek), die om gezondheidsredenen ontslag neemt. De Liedekerke Beaufort verving vanaf 29 oktober 1831 Erasme Louis Surlet de Chokier (Liberaal), die besliste om niet te zetelen. |
| Hippolyte de Baré de Comogne                   | Katholiek | Rechtstreeks gekozen senator | Hoei                      | Vanaf 8 november 1832 secretaris. |
| Frans de Loë Imstenraedt                       | Liberaal  | Rechtstreeks gekozen senator | Borgworm                  | Vervangt vanaf 19 december 1834 Charles van den Steen de Jehay (Katholiek), die voltijds provinciegouverneur van Luik wordt. |
| Raymond de Biolley                             | Katholiek | Rechtstreeks gekozen senator | Verviers                  | |
| François de Stockhem-Mean                      | Katholiek | Rechtstreeks gekozen senator | Hasselt                   | |
| Pierre de Schiervel                            | Katholiek | Rechtstreeks gekozen senator | Roermond                  | |
| Jean-Baptiste d'Ansembourg                     | Katholiek | Rechtstreeks gekozen senator | Maastricht                | Secretaris. |
| André Van Muysen                               | Liberaal  | Rechtstreeks gekozen senator | Maastricht                | Vervangt vanaf 26 november 1833 Jean-François Hennequin, die voltijds provinciegouverneur van Limburg wordt. Hennequin zelf verving vanaf 14 november 1832 Frans de Loë-Imstenraedt, die ambassadeur werd. |
| Jean-Baptiste Thorn                            | Liberaal  | Rechtstreeks gekozen senator | Aarlen-Diekirch           | |
| Philippe de Bousies                            | Liberaal  | Rechtstreeks gekozen senator | Neufchâteau-Virton        | Vervangt vanaf 3 maart 1835 Louis van der Straten Ponthoz (Katholiek), die ontslag had genomen. Van der Straten Ponthoz verving vanaf 8 juni 1833 Richard Chauchet (Liberaal), die om gezondheidsredenen ontslag neemt. Chauchet verving vanaf 25 oktober 1831 Jean-Bernard Marlet, die besliste om niet te zetelen. |
| Florimond de Quarré                            | Katholiek | Rechtstreeks gekozen senator | Luxemburg-Grevenmacher    | Vervangt vanaf 25 oktober 1831 Jean-Baptiste Thorn (Liberaal), die senator voor het arrondissement Aarlen-Diekirch wordt. |
| Augustin de Wautier                            | Liberaal  | Rechtstreeks gekozen senator | Bastenaken-Marche         | Vervangt vanaf 17 oktober 1831 Henri de Merode, die senator voor het arrondissement Brussel wordt. |
| Perpète du Pont d'Ahérée                       | Katholiek | Rechtstreeks gekozen senator | Dinant                    | Vervangt vanaf 17 oktober 1831 Florimond de Quarré, wiens verkiezing ongeldig werd verklaard. |
| Goswin de Stassart                             | Liberaal  | Rechtstreeks gekozen senator | Namen                     | Senaatsvoorzitter. |
| Louis de Cartier d'Yves                        | Katholiek | Rechtstreeks gekozen senator | Philippeville             | |